# 南京动车段
31°56′55″N 118°45′35″E / 31.9485°N 118.7598°E

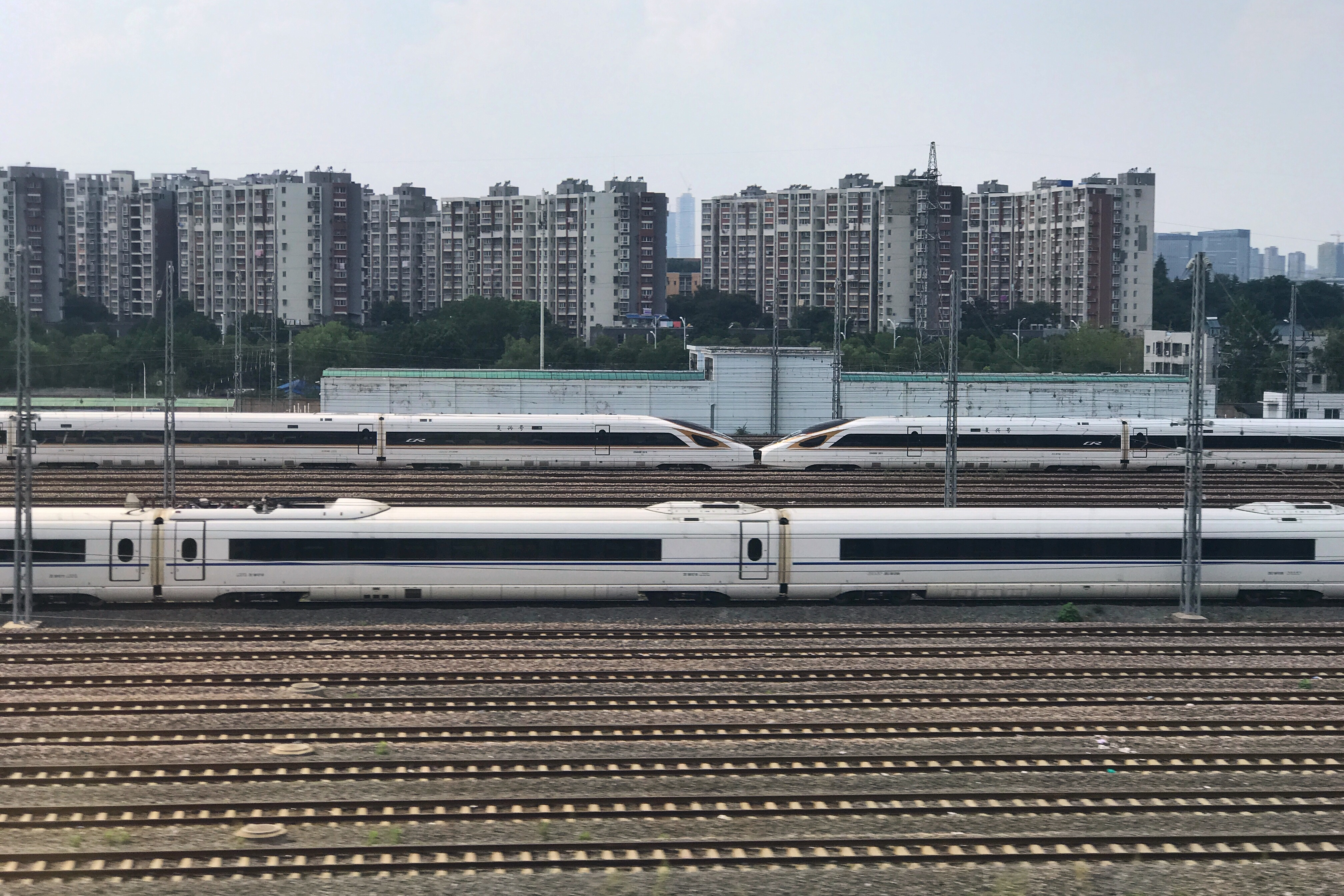
南京动车段南京南动车运用所

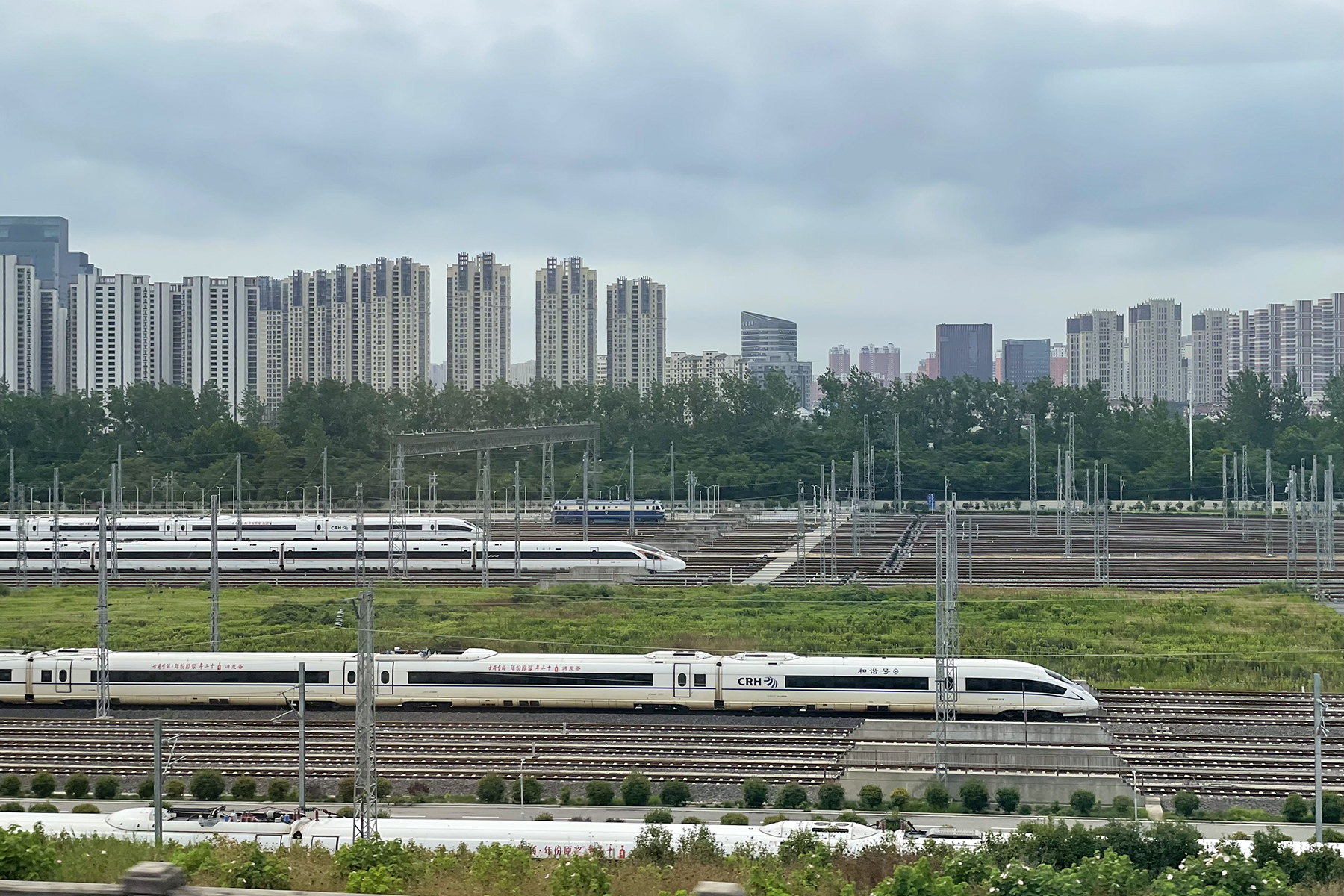
合肥南动车运用所

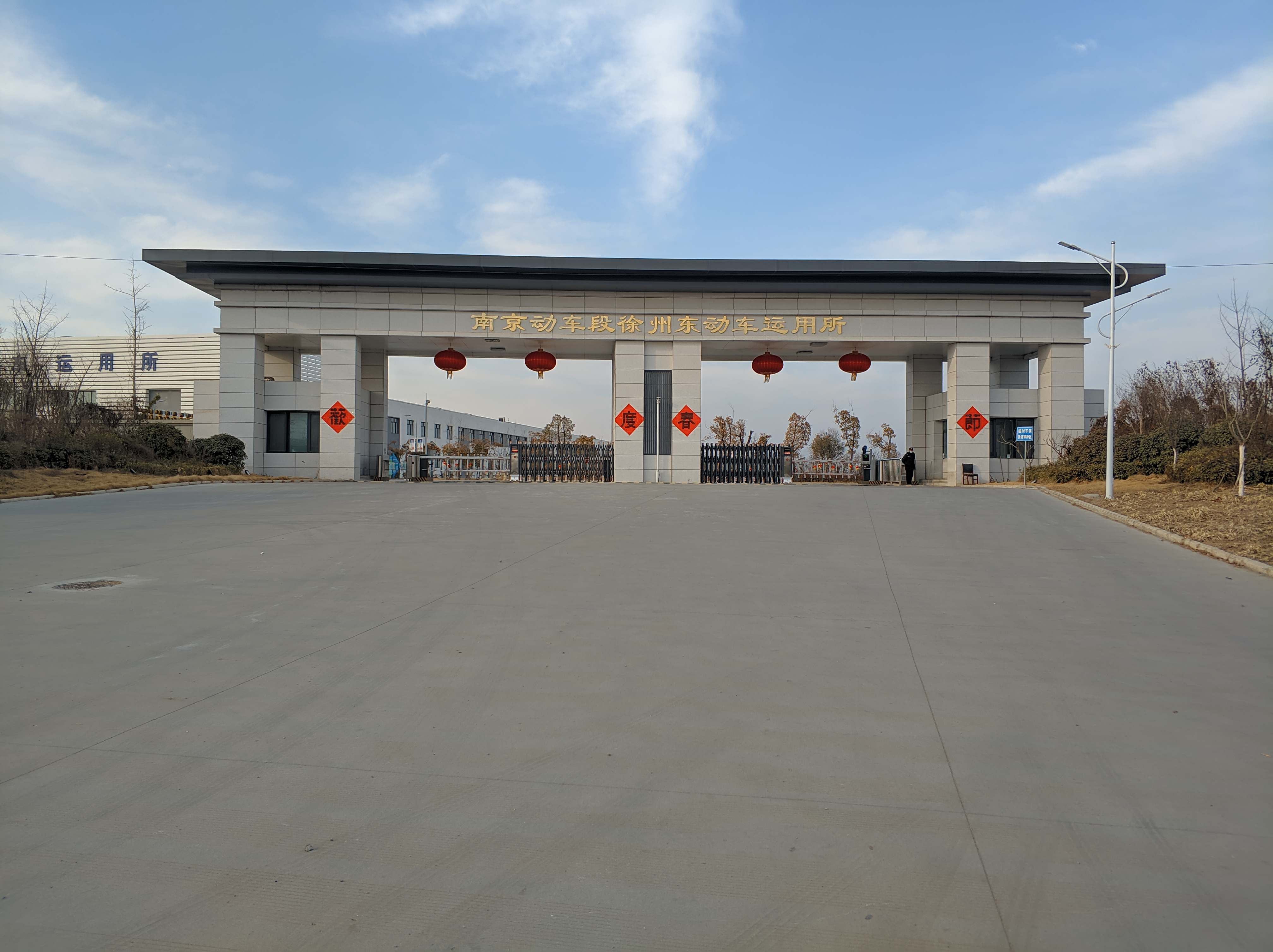
徐州东动车运用所

南京动车段成立于2016年3月28日，位于江苏省南京市雨花台区铁心桥大定坊宁丹路，南京南站的西南方，邮政编码：210012。主要负责江苏、安徽地区动车运用一、二级修等工作。
截至2018年底，配屬動車組228列（折合標準組為269組），其中CRH2A型動車組19列、CRH2B型動車組10列、CRH2C型動車組49列、CRH380B型80列、CRH380CL型12列、CRH380BL型19列以及CR400BF型17列，共7種車型:258。

## 下辖动车所
- 南京南动车运用所
- 南京动车运用所
- 合肥南动车运用所
- 徐州东动车运用所
- 南通动车运用所